# فادي الحسيني
فادي فيصل حمدي الحسيني (21 أكتوبر 1975-) كاتب وسياسي ودبلوماسي فلسطيني، يشغل منصب سفير دولة فلسطين لدى المجر منذ عام 2024.

## حياته
وُلد فادي الحسيني في 21 أكتوبر 1975 في مدينة غزة. والده، فيصل حمدي الحسيني، هو أحد المحامين الفلسطينيين، كان مستشارًا قانونيًا للرئيس ياسر عرفات وقاضيًا في المحكمة العليا وعضوًا في المجلس الوطني الفلسطيني. حصل على درجة البكالوريوس في الاقتصاد والعلوم السياسية من كلية الاقتصاد والعلوم السياسية في جامعة القاهرة . وفي عام 2000 حصل على درجة الماجستير مع مرتبة الشرف من جامعة سالينتو، ويحمل درجة الدكتوراه منذ عام 2016 في العلاقات الدولية من جامعة سندرلاند في المملكة المتحدة. عُين مسؤولًا في المجلس الفلسطيني للعلاقات الخارجية برئاسة زياد أبو عمرو.

## حياته المهنية
بدأ فادي الحسيني العمل لدى وزارة التخطيط والتعاون الدولي الفلسطينية عام 1998. وعمل مستشارًا سياسيًا وإعلاميًا في سفارات فلسطين لدى تركيا، ومصر وكندا. وكان أستاذًا للتنمية الاقتصادية في جامعة الأزهر بغزة. في عام 2013 بدأ العمل كزميل باحث مشارك في معهد دراسات الشرق الأوسط في كندا، ثم أصبح عضوًا في مجلس إدارته. له دراسات ومقالات منشورة في الصحف العربية والغربية.
في عام 2020، كُلف بمهام القائم بأعمال سفير فلسطين لدى المجر.
في 15 أغسطس 2024، سَلَم أوراق اعتماده سفيرًا مفوضًا وفوق العادة لدولة فلسطين لدى المجر إلى رئيسة دائرة مراسم وزارة الخارجية المجرية أنيت فارجا. وفي 25 سبتمبر 2024، سلمها إلى الرئيس المجري تاماس سوليوك.